# Cassipourea eketensis
Cassipourea eketensis là một loài thực vật có hoa trong họ Rhizophoraceae. Loài này được Baker f. mô tả khoa học đầu tiên năm 1914.